# Sùhbaatar (distretto)
Sùhbaatar (in mongolo Сүхбаатар) è uno dei nove dùùrėg (distretti) in cui è divisa Ulan Bator capitale della Mongolia. A sua volta è suddiviso in 18 horoo (sottodistretti).
Il distretto fu istituito nel 1965 ed intitolato a Damdin Sùhbaatar, un condottiero mongolo ed eroe rivoluzionario. Nel 2004 contava all'incirca 112.533 abitanti in 24.568 nuclei familiari. 
Questo distretto che coincide con il centro della città, ospita la maggior parte degli enti governativi, le organizzazioni educative e culturali si trovano qui: il palazzo del governo, il parlamento, 13 ambasciate, ministeri, la Banca mondiale, la sede del Programma delle Nazioni Unite per lo Sviluppo (UNDP), l'Università Nazionale della Mongolia e l'Università di Scienza e Tecnologia.